# Paradoris
Paradoris là một chi sên biển, nhóm con sên biển mang trần thuộc nhánh Doridacea, là động vật thân mềm chân bụng không vỏ sống ở biển trong họ Dorididae.

## Các loài
Các loài thuộc chi Paradoris bao gồm:
- Paradoris dubia Bergh, 1904
- Paradoris erythraeensis Vayssiere, 1912
- Paradoris indecora Bergh, 1881
- Paradoris leuca Miller 1995
- Paradoris liturata Bergh, 1905
- Paradoris lopezi Hermosillo & Valdes, 2004